# Manoel Ribeiro
Manoel Nunes Ribeiro Filho, mais conhecido como Manoel Ribeiro (São Luís, 7 de janeiro de 1948) é um político brasileiro. Filiado ao MDB, foi deputado estadual por 6 mandatos consecutivos, presidente da Assembleia Legislativa entre 1993 e 2003 e vereador de São Luís.

## Carreira política
É filho de Manoel Nunes Ribeiro e Raimunda Fernandes Ribeiro, irmão do também político Pedro Fernandes. 
Começou a carreira política em 1976 ao ser eleito vereador de São Luís, sendo reeleito em 1982 e 1988. 
Presidiu a Câmara Municipal de São Luís entre 1982 e 1989, assumindo interinamente a prefeitura de São Luís durante a licença de Mauro Fecury entre 1983 e 1984.
Nas eleições de 1990, foi eleito deputado estadual, sendo reeleito em 1994, 1998, 2002 e 2010. 
Em 2006, ficou como suplente. Assumiu o mandato no ano de 2007, durante licença para tratamento de saúde do deputado Carlos Filho.
Foi presidente da Assembleia Legislativa do Maranhão entre 1993 e 2003. 
Tentou a reeleição em 2014, quando candidatou-se a deputado estadual pelo PTB, sem lograr êxito. 
Em 2018, foi candidato a deputado estadual pelo PRB e, em 2022, pelo MDB, mas também não obteve êxito. 